# Palazzo Civico (Savona)
Il Palazzo Civico è un edificio storico, sede municipale della città di Savona in Liguria. 

## Storia
L'edificio venne eretto tra iI 1932 e il 1935 per dare una nuova sede all'amministrazione comunale, precedentemente situata presso Palazzo Gavotti il quale non era più adeguato a svolgere questa funzione.